# Arbiona Bajraktari
Arbiona Bajraktari (nascuda el 10 de setembre de 1996) és una futbolista albanesa d'origen kosovar, que juga al KF Vllaznia Shkodër.

## Gols internacionals
| 1.                                 | 6 d'abril de 2017 | Elbasan Arena, Elbasan, Albania | Kosovo | 1–0 | 3–2 | 2019 WWCQ |
| Correcte fins al 6 d'abril de 2017 |                   |                                 |        |     |     |           |